# Sabatieria granifer
Sabatieria granifer är en rundmaskart som beskrevs av Christian Wieser 1954. Sabatieria granifer ingår i släktet Sabatieria och familjen Comesomatidae. Inga underarter finns listade i Catalogue of Life.